# Camponotus nigriceps
Camponotus nigriceps är en myrart som först beskrevs av Smith 1858.  Camponotus nigriceps ingår i släktet hästmyror, och familjen myror.

## Underarter
Arten delas in i följande underarter:
- C. n. clarior
- C. n. lividipes
- C. n. nigriceps
- C. n. obniger
- C. n. pallidiceps